# Acacia abyssinica
Acacia abyssinica es una especie de arbusto de la familia de las fabáceas.

## Descripción
Es un árbol que alcanza un tamaño de 6-20 m de altura, por lo general, con más de un tallo, la corona achatada se extiende a 30 m de diámetro, la corteza oscura, áspera, con fisuras, como el papel en los árboles jóvenes, ramillas visibles longitudinalmente estriadas.

## Ecología
Se encuentra en los bosques montanos, bosques y praderas arboladas, en las colinas, los márgenes de los bosques, a lo largo de las orillas de los arroyos y ríos (subespecie abyssinica) en los pastizales anteriormente baridos por el fuego a una altitud de 1.680 metros. (Sudán:. Montañas Imatong) a menudo como un árbol pionero del bosque), etc ...

## Distribución geográfica
Se distribuye por Etiopía, Kenia, Malaui, Mozambique, Ruanda, Sudán, Tanzania, Uganda, Zaire, Zimbabue, Arabia Saudita y Yemen.

## Taxonomía
Acacia abyssinica fue descrita por George Bentham y publicado en London Journal of Botany 5: 97. 1846.
Etimología
Ver: Acacia
abyssinica: epíteto geográfico que alude a su localización en Abisinia.
Sinonimia
subsp. abyssinica Benth.
- Acacia xiphocarpa Benth.